# Lasy Beskidu Śląskiego

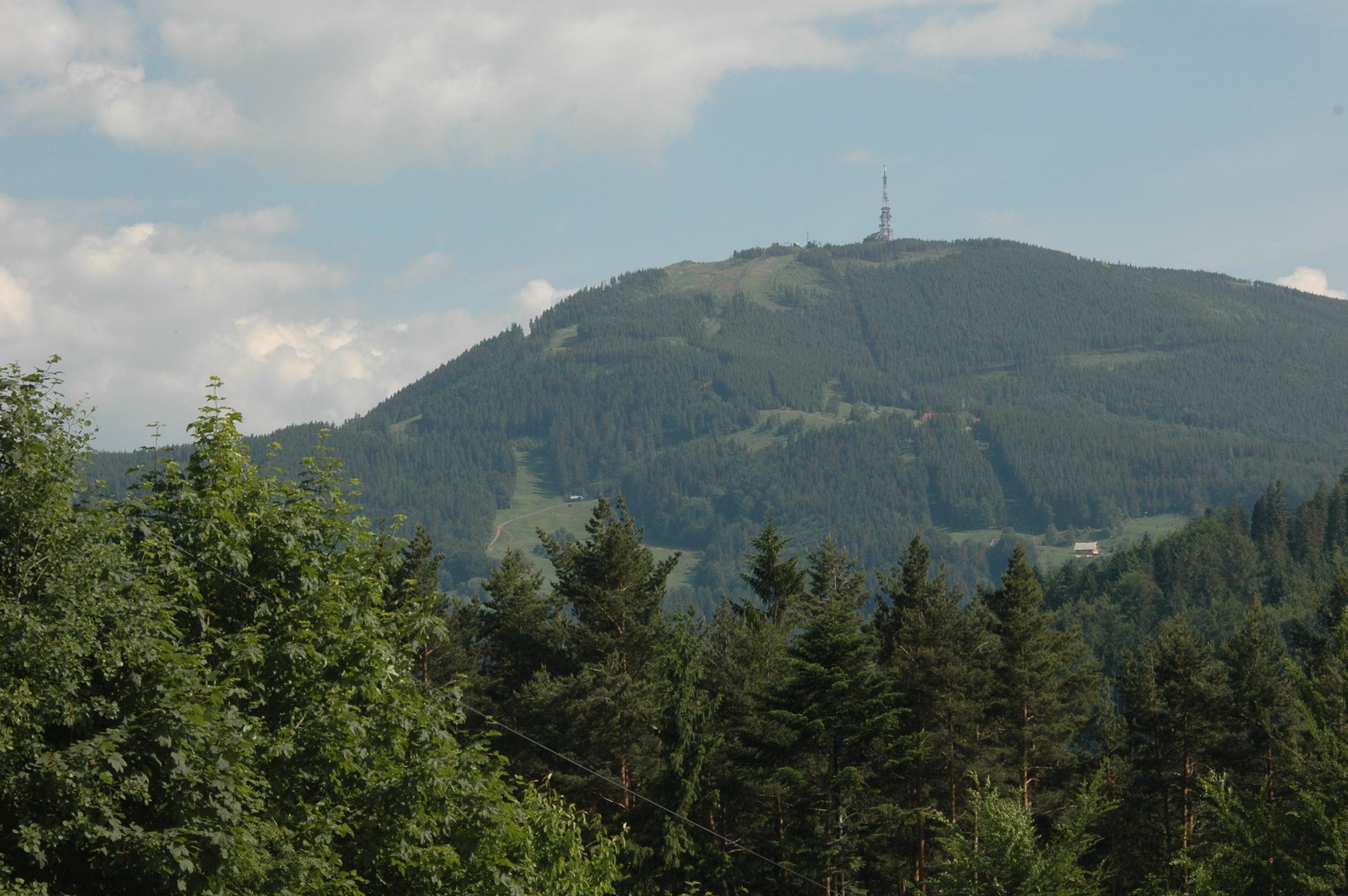
Widok na Skrzyczne

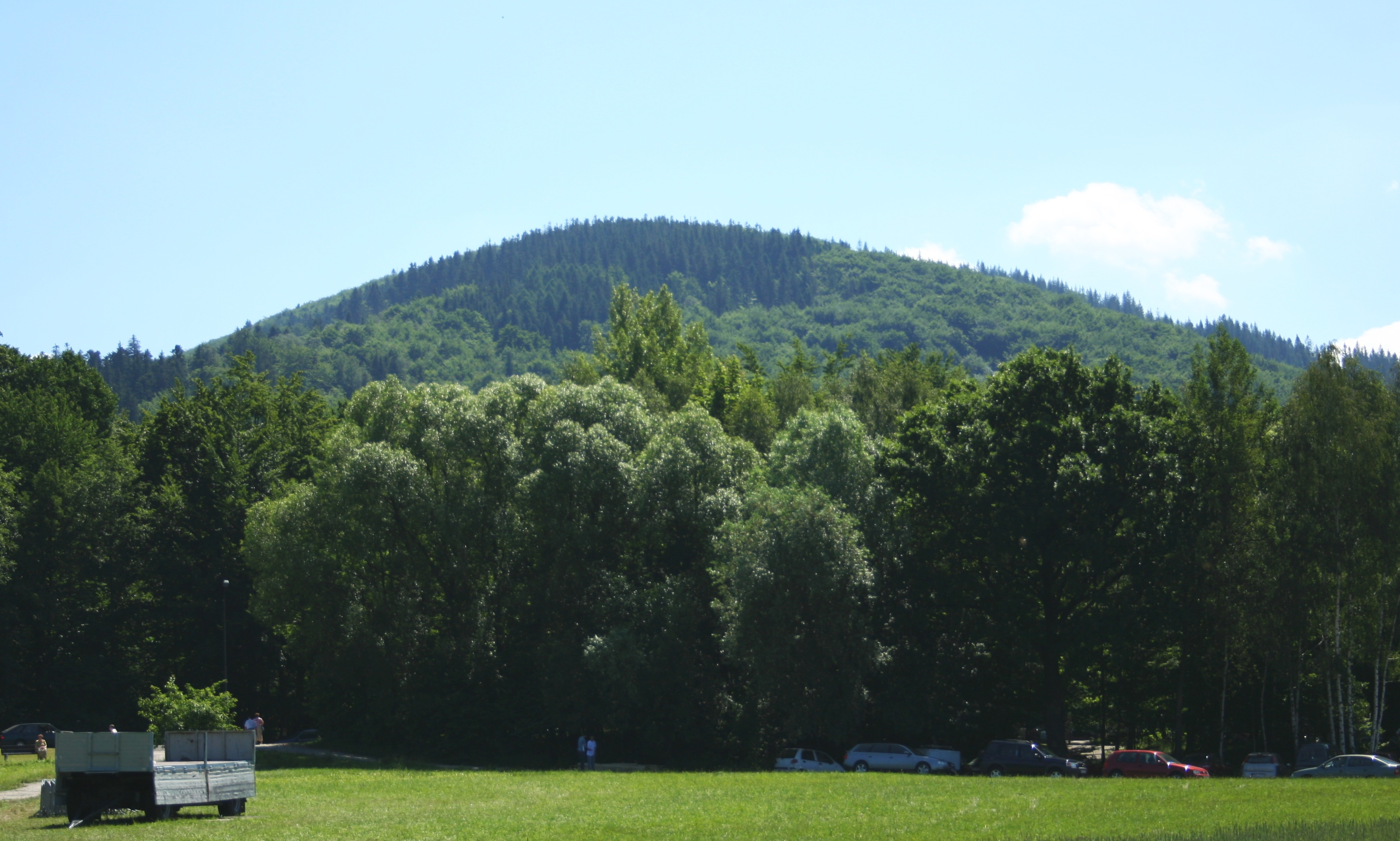
Góra Równica

Lasy Beskidu Śląskiego – nazwa jednego z siedmiu pierwszych Leśnych Kompleksów Promocyjnych w Polsce, powołanego do życia Zarządzeniem nr 30 Dyrektora Generalnego Lasów Państwowych z dnia 19 grudnia 1994 r. w granicach nadleśnictw: Bielsko, Węgierska Górka, Ustroń i Wisła (Regionalna Dyrekcja Lasów Państwowych w Katowicach). Obejmuje on głównie tereny Beskidu Śląskiego. Ponadto w skład Kompleksu wchodzi fragment Beskidu Żywieckiego z masywem Romanki oraz niewielki fragment zachodniej części Beskidu Małego. Północny skraj Kompleksu sięga na Pogórze Cieszyńskie i Podgórze Wilamowickie.
Kompleks ma powierzchnię 39 793 ha, z czego na powierzchnię leśną przypada 39 218 ha. Do głównych typów siedliskowych lasu należą: las mieszany górski (40,1% powierzchni Kompleksu), las górski (32,6%), las świeży (10,7%), bór mieszany górski (7, 9%). Rosnące w tych warunkach drzewostany zbudowane są przede wszystkim z następujących gatunków: świerk (74,4%), buk (10,4%), sosna (3,7%), dąb (3,1%). Łącznie na terenie LKP Lasy Beskidu Śląskiego występuje 19 gatunków drzew. Na uwagę zasługuje lokalny ekotyp świerka pospolitego, znany jako świerk istebniański. Wszystkie lasy na terenie Kompleksu mają status lasów ochronnych, wśród których największy udział mają lasy uszkodzone przez przemysł (64, 5%) oraz lasy wodochronne (29,7%).
Głównymi celami działalności Kompleksu jest wszechstronne rozpoznanie stanu lokalnych biocenoz leśnych oraz trwałe zachowanie (lub odtworzenie) ich walorów metodami proekologicznej gospodarki leśnej w powiązaniu z aktywną ochroną przyrody i promowaniem zrównoważonego rozwoju. W tym nurcie mieści się też edukacja ekologiczna społeczeństwa. W tym celu na omawianym terenie utworzone zostały Ośrodki Edukacji Ekologicznej, a także 11 ścieżek edukacyjno-przyrodniczych.
Ośrodki Edukacji Ekologicznej:
- Ośrodek Edukacji Ekologicznej w Bielsku-Białej Wapienicy, utworzony w 2003 r. (Nadleśnictwo Bielsko);
- Regionalny Leśny Ośrodek Edukacji Ekologicznej „Leśnik” w Ustroniu Jaszowcu, utworzony w 1998 r. (Nadleśnictwo Ustroń);
- Ośrodek Edukacji Ekologicznej w Istebnej „Na Dzielcu”, utworzony w 1997 r. (Nadleśnictwo Wisła);
- Ośrodek Edukacji Przyrodniczo-Leśnej w Węgierskiej Górce, utworzony w 2005 r. (Nadleśnictwo Węgierska Górka).

Funkcje edukacyjne pełnią również:
- Izba Historyczna przy Nadleśnictwie Wisła;
- Izba Leśna na Polanie Przysłop pod Baranią Górą (Nadleśnictwo Wisła);
- Muzeum Świerka Istebniańskiego w Jaworzynce Wyrch-Czadeczce (Nadleśnictwo Wisła);
- Ośrodek wolierowej hodowli głuszca w Jaworzynce Wyrch-Czadeczce (Nadleśnictwo Wisła).

Trasy ścieżek edukacyjno-przyrodniczych zaopatrzone są w specjalne tablice informacyjne. Wycieczki ścieżkami można odbywać w towarzystwie leśników z wyżej wymienionych Ośrodków albo indywidualnie, ze specjalnie wydanymi drukiem folderami, dostępnymi w tych Ośrodkach lub w miejscowych leśnictwach.